# Райан, Низар
Шейх Низар Райан (арабский: نزار ريان) (6 марта 1959, Джебалия, Египет — 1 января 2009, сектор Газа, ПНА) — был муфтием военного крыла ХАМАС, одним из лидеров организации, №3 в иерархии ХАМАС. Профессор теологии Исламского университета в Газе.
Погиб во время операции «Литой свинец». Несмотря на полученное от израильской армии предупреждение о бомбёжке, остался дома вместе с семьей. При взрыве бомбы кроме Райана погибли его 4 жены и 9 из 12 детей.